# Алипия (дочь Прокопия Антемия)
Али́пия (годы деятельности 467 — 472) — дочь императора Западной Римской Империи Антемия.

## Биография
Алипия была единственной дочерью Антемия и Элии Марции Евфемии, и внучкой императора Восточной империи Маркиана.
Император Лев I назначил Антемия императором Запада в 467 году. Замужество Алипии стало важным моментом правления Антемия. Он выдал свою дочь за Рицимера, военного магистра Запада. Целью этого брака было укрепление отношений между Антемием и Рицимером, который до этого возвёл на престол и низложил уже трёх императоров. Свадьба Рицимера и Алипии была отмечена большими торжествами в Риме, которые посетил Сидоний Аполлинарий.
Однако цель брака достигнута не была, отношения между императором и его военачальником оставались напряжёнными. В апреле 472 года Рицимер назначил императором Олибрия и осадил в Риме Антемия и его семью. В середине июля Антемий с женой и дочерью были захвачены Рицимером. Антемий был казнён, о судьбе Алипии источники ничего не сообщают.
Существует монета того времени, на которой Марция Евфимия и Алипия изображены вместе. Фигура Алипии меньше фигуры её матери, очевидно как знак уважения, однако обе женщины одеты в одинаковую одежду, которую носили римские августы. Из этого следует, что Алипия, так же как и Евфемия, была провозглашена августой.